# Jean Templin
Jean Templin est un footballeur français d'origine polonaise né le 14 décembre 1928 et mort le 23 novembre 1980 à Vandœuvre. Il réalise l'essentiel de sa carrière comme ailier gauche au Stade de Reims.

## Carrière de joueur
- -1950 :  FC Villefranche Beaujolais
- 1950-1956 :  Stade de Reims (155 matchs et 32 buts en Division 1)
- 1956-1957 :  RC Lens (22 matchs et 6 buts en Division 1)
- 1957-1960 :  FC Nancy (25 matchs et 2 buts en Division 1)[1]

## Palmarès
- Champion de France en 1953 et 1955 avec le Stade de Reims
- Vice-Champion de France en 1954 avec le Stade de Reims et en 1957 avec le Racing Club de Lens
- Champion de France de Ligue 2 en 1958 avec le FC Nancy
- Vainqueur de la Coupe Charles Drago en 1954 avec le Stade de Reims
- Vainqueur du Challenge des champions en 1955 avec le Stade de Reims
- Vainqueur de la Coupe Latine en 1953 avec le Stade de Reims
- Finaliste de la Coupe Latine en 1955 avec le Stade de Reims
- Finaliste de la Coupe d'Europe des clubs champions en 1956 avec le Stade de Reims
- 202 matchs et 40 buts en championnat de France de Division 1.